# Coracoide

Diagrama dos ossos da asa de uma ave.

Coracoide é um osso que faz parte do ombro de todos os animais vertebrados, exceto dos mamíferos térios (marsupiais e placentários). Neste tipo de mamífero (incluindo os humanos), um processo coracoide está presente como parte da escápula, mas ele não é homólogo com o osso coracoide da maioria dos outros animais.